# Lennox (Dakota du Sud)
Pour les articles homonymes, voir Lennox.
Lennox est une ville américaine située dans le comté de Lincoln, dans l'État du Dakota du Sud. Fondée en 1879, la ville doit son nom à Ben Lennox, un employé du Milwaukee Railroad.

## Démographie
| 1880 | 1890 | 1900 | 1910 | 1920  | 1930  |
| ---- | ---- | ---- | ---- | ----- | ----- |
| 89   | 363  | 591  | 745  | 1 074 | 1 113 |

| 1940  | 1950  | 1960  | 1970  | 1980  | 1990  |
| ----- | ----- | ----- | ----- | ----- | ----- |
| 1 164 | 1 218 | 1 353 | 1 487 | 1 827 | 1 767 |

| 2000  | 2010  | - | - | - | - |
| ----- | ----- | - | - | - | - |
| 2 037 | 2 111 | - | - | - | - |

Selon le recensement de 2010, Lennox compte 2 111 habitants. La municipalité s'étend sur 1,31 milles carrés (3,39 km2).